# Cratoxylum
Genre
Classification APG III (2009)
Cratoxylum, ou Cratoxylon (selon l'ancienne appellation), est un genre de plantes à fleurs de la famille des Hypericaceae, originaire des régions d'Asie tropicale. Anciennement, il appartenait à la famille des Clusiaceae. Le nom générique est tiré du grec Kratos (fort) et xylum (bois) en référence à la qualité de son bois.

## Description
Arbrisseaux ou arbres atteignant jusqu'à 35 m de hauteur, à feuilles persistantes ou caduques, entières, opposées, présence d'une cicatrice interpétiolaire persistante. Fleurs à cinq sépales, cinq pétales de couleur blanche, rose ou rouge, ovaire triloculaire à cloisons incomplètes. Le fruit est une capsule trilobée, libérant 5 à 18 graines par lobe à maturité. Le tronc de certaines espèces présente des épines à des stades juvéniles. L'écorce libère une résine colorée caractéristique.

## Taxinomie
Ce genre asiatique de la famille des Hypericaceae a été décrit initialement par Blume en 1852, et plus récemment par Kochummen (1973), N. Robson (1974) et par Wong (1995). Selon l'Angiosperm Phylogeny Group, il appartiendrait avec le genre Eliea à la tribu des Cratoxyleae.

## Habitat et répartition
Les espèces du genre Cratoxylum sont des plantes tropicales endémiques d'Asie du Sud-Est et de la région biogéographique de Malésie occidentale,.

## Liste des espèces

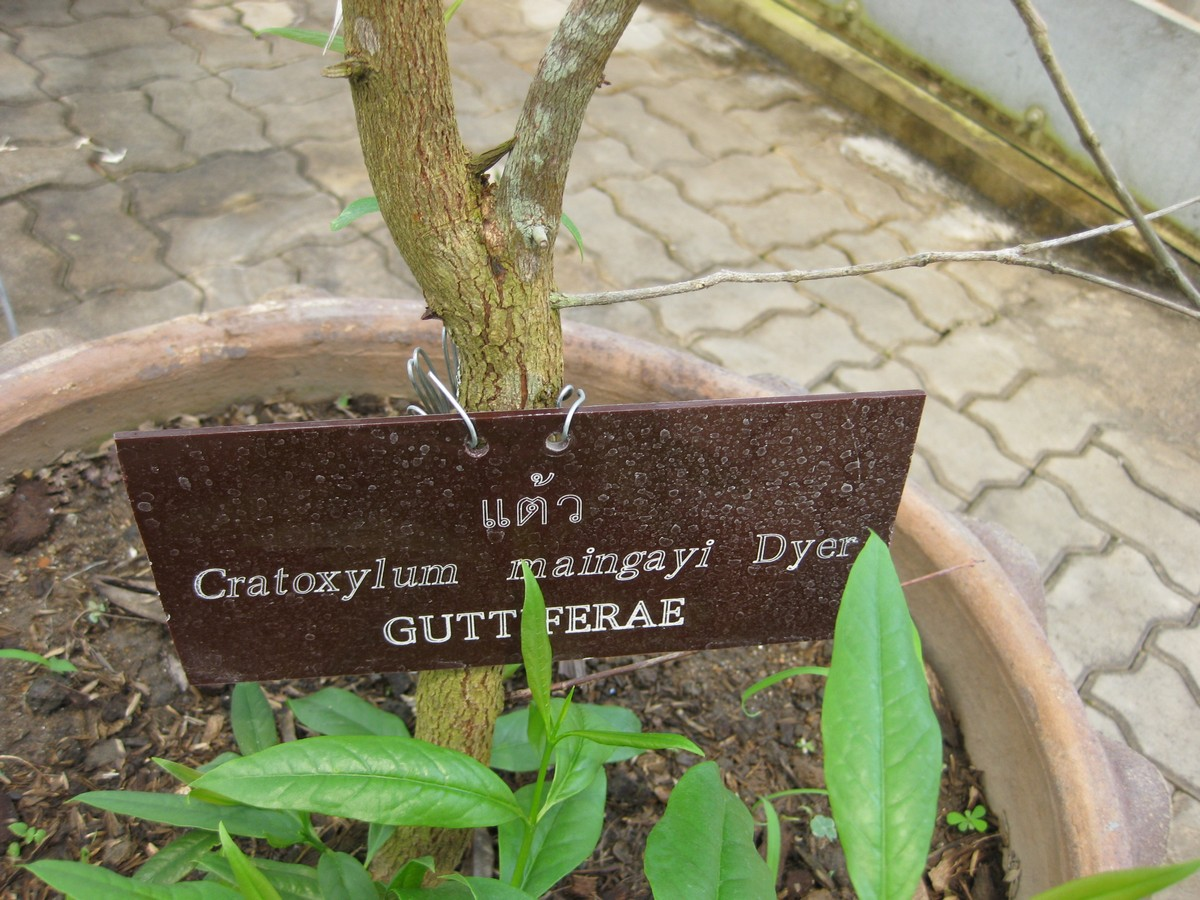
Cratoxylum maingayi, tronc et feuilles, au Jardin botanique de la reine Sirikit, en Thaïlande.

Selon The Plant List (18 mars 2019), six espèces et trois sous-espèces de Cratoxylum sont reconnues :
- Cratoxylum  arborescens (Vahl) Blume
- Cratoxylum  cochinchinense (Lour.) Blume
- Cratoxylum  formosum (Jacq.) Benth. & Hook.f. ex Dyer
  - subsp. pruniflorum (Kurz) Gogelein
- Cratoxylum  glaucum Korth.
- Cratoxylum  maingayi R.A.Dyer
- Cratoxylum  sumatranum (Jack) Blume 
  - subsp. blancoi (Blume) Gogelein
  - subsp. neriifolium (Kurz) Gogelein